# Doktor Fries torg

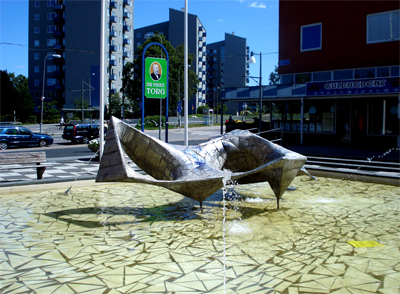
Fina fisken på Doktor Fries torg juni 2009

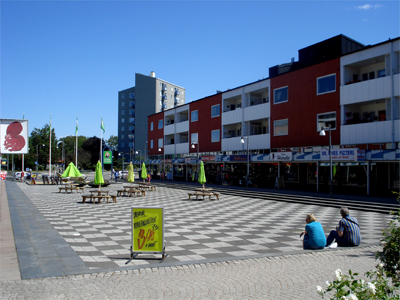
Doktor Fries torg juni 2009

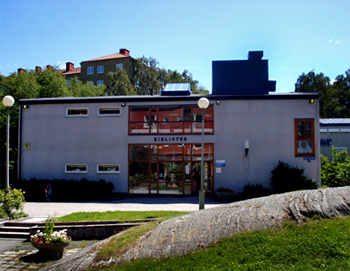
Guldhedens bibliotek.

Doktor Fries torg, är ett så kallat parallellhustorg i Södra Guldheden, Göteborg.

## Historik
Doktor Fries torg byggdes 1951–1958 för Göteborgs stads bostadsaktiebolag och färdigställdes våren 1953. Totalt uppfördes 265 lägenheter fram till 1958, under namnet "Guldhedscentrum". De två butikslängorna med två bostadsvåningar ovanpå ligger parallellt med varandra utefter en stor nedsänkt rektangulär torgyta. Doktor Fries torg är ett av tre mindre "närtorg" i Guldheden med 5-10 minuters gångväg emellan. Torgytan inramas av två parallella bostads- och butikslängor med loggior vilka skyddar mot regn och rusk. Vid den bortre kortsidan kommer ett mindre bergsparti i dagen, och åt torgets entré öppnar det sig helt.
De andra två närtorgen är Guldhedstorget i Norra Guldheden och affärscentrumet på Doktor Bex gata, strax sydost om Doktor Fries torg. Torget betjänar främst ett närområde inom cirka 500 meter och omkring 3 500 invånare. Det ligger öppet och centralt i stadsdelen och är genom en rondell kopplat till genomfartsleden Doktor Allards gata.
På torget finns ett flertal affärer, och i den södra änden av torget ligger en mötes- och kurslokal vid namn Forum och Guldhedens bibliotek. Vid torget finns en spårvagnshållplats där spårvagn nr. 10 stannar. Vid torgets södra del tar Vitsippedalen vid, som sluttar starkt ner mot Sahlgrenskaområdet. Guldhedskyrkan, som ritades av professor Helge Zimdal, ligger på en bergsknalle cirka 300 meter nordost om torget.

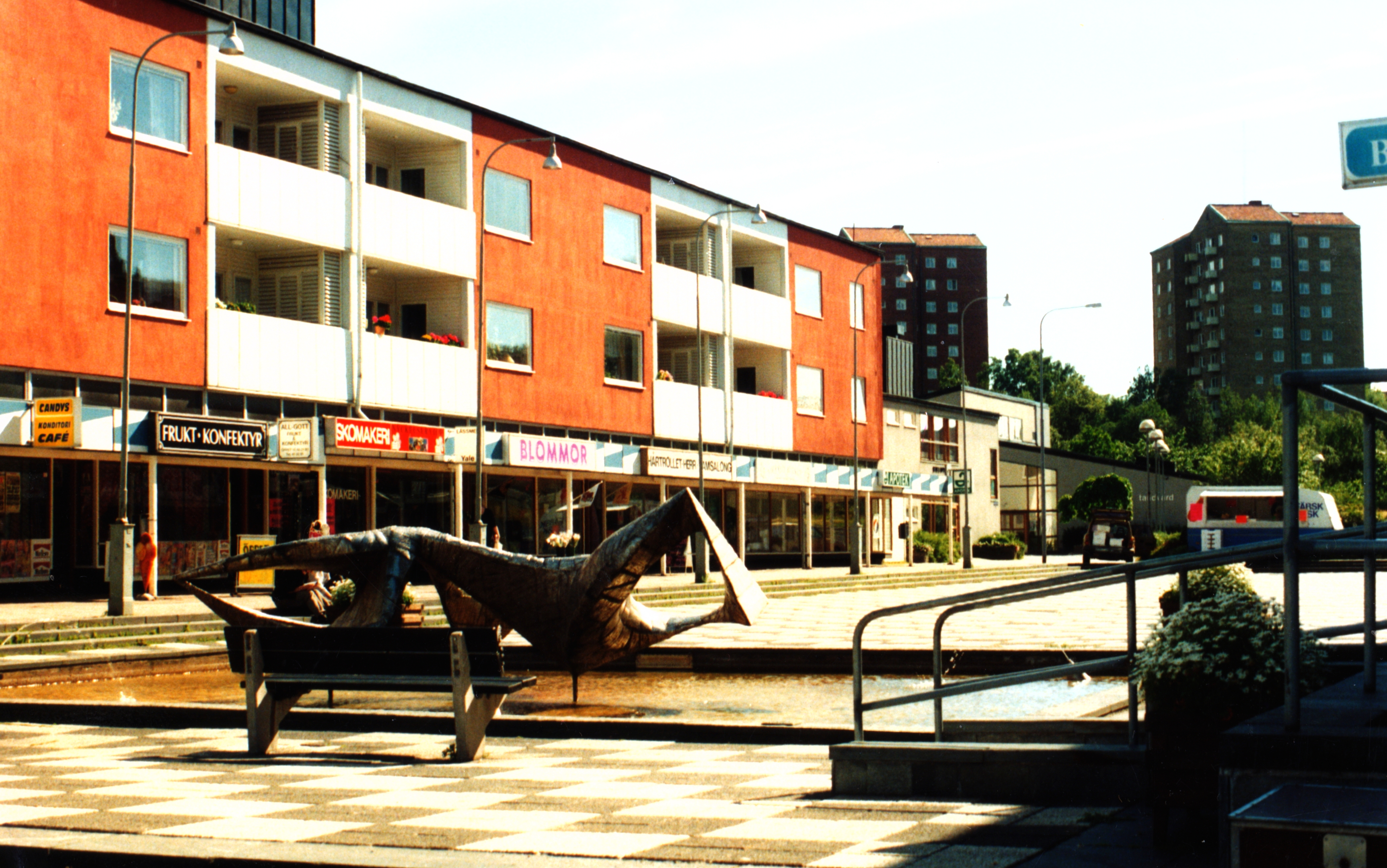
Dr Fries torg, 1996

Torget fick sitt namn 1949 till minne av läkaren och med. dr. Robert Fries (1840-1908), son till Elias Fries. Det var arkitekterna Jan Wallinder och Sven Brolid som ritade torget.
"Doktor Fries torg tillhör den generation centrumanläggningar, som är ett första steg mot att låta butikerna frigöra sig från bostadshusen och genom trafiksepareringen också från gatan. Butikerna ligger här i två längor kring ett torg med karaktär av italienska piazza, enbart avsett för fotgängare. Fortfarande ligger det dock två våningar bostäder ovanpå butikerna, vilket orsakade speciella problem. Bostädernas trapphus skulle helst störa butikernas planlösningar så lite som möjligt. Det ledde till för tiden ovanligt stora lägenheter på 4 rok och på gavlarna till och med 6 rok, vilket gav långa avstånd mellan trapphusen".
I en fontändamm på torgets norra del står skulpturen "Fina fisken", gjord i rostfritt stål av Palle Pernevi och invigd 28 september 1961. Skulpturen är finansierad genom Charles Felix Lindbergs donationsfond. Redan 1953 provades en modell av skulpturen på torget och 1955 antogs förslaget efter en pristävling.
Doktor Fries torg ingår i Göteborgs bevarandeprogram "Värdefulla miljöer 1985" respektive "Bevaringsprogram 1987". Dessutom har området pekats ut som riksintresse för kulturmiljövården enligt de bestämmelser som numera återfinns i 3 kap. 6 § miljöbalken.
Eklandagatan var tidigare planerad att gå ända fram till det område, som kom att bli Doktor Fries torg.
I samband med att Landala IF arrangerade ett tivoli på torget, gjorde boxaren Ingemar Johansson en bejublad uppvisning. Enligt honom själv "--troligen stans enda klubb som arrangerat boxning på ett torg i Göteborg."

### Handen på torget
I anslutning till torgets 50-årsjubileum 2003 förevigades handavtryck av tre profiler med anknytning till Guldheden, nämligen Ingrid Segerstedt-Wiberg, Åke Edwardson och Arvid Carlsson. Samlingen har senare kompletterats med handavtryck från initiativtagaren apotekschef Birgit Wärenstål Andries de Abrew (1940-2022), liksom från Bertil Hansson, Elsie Johansson, Maria Lundqvist, Christer Fuglesang, Bengt Inghammar, Bo Winberg, Anders Frisk, Sven-Bertil Taube, Carin Mannheimer, Per-Olof Sjögren, Anders Svensson och Jan Eliasson samt Sven Wollter.